# Massacre d'al-Bayda et de Baniyas
Le massacre d'al-Bayda et de Banias a lieu pendant la guerre civile syrienne. Plusieurs centaines de civils sont exécutés les 2 et 3 mai 2013 par les forces du régime syrien dans des villages majoritairement sunnites, près de la ville de Banias. 

## Déroulement
Le matin du 2 mai 2013, l'armée syrienne et les Forces de défense nationale attaquent les forces de l'opposition à al-Bayda, une localité d'environ 7 000 habitants située au sud de la ville portuaire de Banias. Al-Bayda se situe dans une enclave sunnite favorable aux rebelles au milieu du gouvernorat de Tartous, majoritairement alaouite et pro-gouvernemental.
Les combats tournent à l'avantage des loyalistes, vers 13 heures les rebelles abandonnent la ville et les soldats et miliciens du régime commencent à fouiller les maisons. Pendant trois heures, ces derniers séparent les hommes des femmes et des enfants. Les hommes sont ensuite rassemblés en un même lieu au sein de chaque quartier, puis blessés par balle ou à l'arme blanche, puis fusillés à bout portant. De nombreux corps sont ensuite brûlés, parfois après avoir été empilés. Des maisons et des voitures sont également pillées et intentionnellement incendiées,.
La milice Résistance syrienne est également suspectée d'être impliquée dans les tueries ; son chef, Mirhaç Ural, appelant notamment à « nettoyer Banias des traîtres »,,,.
Human Rights Watch rapporte que selon le témoignage de trois habitants d'al-Bayda, une famille entière est massacrée dans une maison. Les corps d'au moins neuf hommes, trois femmes, et quatorze enfants sont retrouvés, seule une petite fille de 3 ans, blessée, a survécu à la tuerie.
Le lendemain, un autre raid est mené par l'armée syrienne à Ras al-Nabaa, un quartier de la ville de Banias. Au moins plusieurs dizaines de civils sont encore massacrés, dont des femmes et des enfants.
Le gouvernement syrien reconnaît avoir mené des opérations militaires à al-Bayda et Banias, mais  affirme que ses soldats n'ont tué que des « terroristes ».

## Bilan humain
En mai, quelques jours après le massacre, l'Observatoire syrien des droits de l'homme (OSDH) déclare que 307 personnes ont été exécutées, dont 162 à al-Bayda et 145 à Baniyas.
Le 11 septembre 2013, des experts de l'ONU remettent un rapport sur deux massacres commis à Al-Bayda et Ras al-Nabaa, et affirment que le nombre des civils tués est de 450.
Human Rights Watch publie également un rapport le 13 septembre 2013 dans lequel l'ONG dresse une liste nominative de 248 victimes du massacre, dont 167 à al-Bayda et 81 à Banias. La majorité des victimes sont des hommes mais au moins 45 femmes et 43 enfants, dont des bébés, figurent également parmi les morts. HRW estime cependant que « le nombre réel de victimes est probablement plus élevé, en particulier à Baniyas » et affirme qu'« il s'agit d'un des exemples les plus meurtriers d'exécutions sommaires commises à large échelle, depuis le début du conflit en Syrie »,.